# Lúcio Arrúncio Camilo Escriboniano
Lúcio Arrúncio Camilo Escriboniano (em latim: Lucius Arruntius Camillus Scribonianus; m. 41) foi um usurpador romano que tentou depor o recém-instalado Cláudio do trono em 41 d.C. Escriboaniano era supostamente filho biológico de Marco Fúrio Camilo, cônsul em 8, e irmão de Lívia Medulina, a segunda noiva de Cláudio, nascido Marco Fúrio Camilo Escriboniano (em latim: Marcus Furius Camillus Scribonianus) e depois adotado por Lúcio Arrúncio, o Jovem (cônsul em 6 d.C.) e neto de Lúcio Arrúncio, o Velho (cônsul em 22 a.C.). Ele próprio tornou-se cônsul em 32 d.C. juntamente com Cneu Domício Enobarbo, o pai biológico de Nero.

## Carreira
Uma das pessoas consideradas para a posição de imperador depois da morte de Calígula, Escriboniano ignorou sua relação próxima com Cláudio e instigou a revolta contra o imperador em 41 d.C. quando ocupava a posição de legado da Dalmácia. Depois de ser contatado pelo senador Lúcio Ânio Viniciano para tratar de um complô para derrubar Cláudio. Escriboniano foi proclamado imperador por suas tropas enquanto Ânio o esperava em Roma para confirmá-lo. A revolta falhou, porém, quando Escriboniano anunciou seu desejo de restaurar a República Romana, perdendo o apoio de suas tropas, que imediatamente o enviaram para a ilha de Issa. Uma vez lá, ele se matou. A propaganda imperial declarou depois que uma intervenção dos deuses romanos fez com que os estandartes das legiões ficassem presos ao chão, fazendo com que os soldados se voltassem contra Escriboniano e o matassem.
Ele teve um filho que recebeu autorização para assumir o posto de questor durante o reinado de Cláudio em 49 d.C.